# جامعة كارولينا الشمالية في بيمبروك
جامعة كارولينا الشمالية في بيمبروك (بالإنجليزية: University of North Carolina at Pembroke)‏ وتُختصر إلى UNCP أو UNC Pembroke هي جامعة عامة في بيمبروك بولاية كارولينا الشمالية. الجامعة تمنح درجة الماجستير وجزءًا من نظام جامعة كارولينا الشمالية.

## تاريخ
تعود أصول المؤسسة التعليمية التي تطورت إلى الجامعة التي في ظروف ما بعد الحرب الأهلية في الجنوب. كانت هذه المدرسة جزءًا من جهودأمة لومبي (Lumbee Nation) في ولاية كارولينا الشمالية للحفاظ على هويتهم الفريدة. كان من المفهوم أن الوصول والسلطة على نظامهم التعليمي لهما أهمية رئيسية للاحتفاظ بثقافة لومبي، وغرس الشعور بالفخر، وتحسين الظروف الاقتصادية والاجتماعية للمجموعة.
تم إنشاء المدرسة الكرواتية العادية من قبل الجمعية العامة في 7 مارس 1887 استجابة لعريضة محلية، برعاية ممثل ولاية كارولينا الشمالية هاميلتون ماكميليان من مقاطعة روبسون. وقع هذا الحدث في سياق التنافس على الدعم بين الحزبين الديمقراطي والجمهوري في ولاية كارولينا الشمالية. ارتبط دعم هاميلتون ماكميليان للمدرسة باهتمامه الشخصي وأبحاثه حول تاريخ وثقافة الأمريكيين الأصليين. تم اختيار الاسم الأولي للمدرسة، المدرسة العادية الكرواتية، وفقًا لوجهة النظر القابلة للنقاش القائلة بأن هذه القبيلة تضمنت أحفاد مستعمرة أوتر بانكس لوست للسير والتر رالي.
افتُتحت الجامعة في خريف عام 1887 بمدرس واحد و15 طالبًا بهدف تدريب معلمي المدارس العامة الهندية الأمريكية. في البداية، اقتصر التسجيل على الهنود الأمريكيين في مقاطعة روبسون. في هذه الفترة، كان الالتحاق بالمدارس محدودًا جدًا بين عامة السكان. كان التمويل من قبل الدولة غير مكتمل في أحسن الأحوال وكان هناك مستوى مرتفع من الأمية. كان يُعتقد أن إنشاء مدرسة تدريب مركزية للمعلمين هو أفضل طريقة لمعالجة هذه المشكلة في ظل ظروف معينة.
في عام 1909، انتقلت المدرسة إلى موقعها الحالي، على بعد حوالي ميل واحد شرق الموقع الأصلي. تم تغيير الاسم في عام 1911 إلى المدرسة الهندية العادية في مقاطعة روبسون، ومرة أخرى في عام 1913 إلى مدرسة شيروكي الهندية العادية في مقاطعة روبسون، لتتبع تعيين الهيئة التشريعية للهنود في المقاطعة، الذين ادعوا في وقت من الأوقات أصل شيروكي. في عام 1926 أصبحت المدرسة لمدة عامين بعد المرحلة الثانوية المدارس العادية. حتى ذلك الحين كانت تقدم التعليم الابتدائي والثانوي فقط.
في عام 1939 أصبحت مؤسسة مدتها أربع سنوات، وفي عام 1941 تم تغيير اسمها إلى كلية بيمبروك الحكومية للهنود. في العام التالي، بدأت المدرسة في تقديم درجات البكالوريوس في تخصصات أخرى غير التدريس. في عام 1945، تم افتتاح الكلية لأعضاء جميع القبائل المعترف بها فيدراليًا. أدى تغيير الاسم إلى كلية بيمبروك ستيت في عام 1949 إلى قبول الطلاب البيض، والذي تمت الموافقة عليه في عام 1953 لما يصل إلى أربعين في المائة من إجمالي التسجيل. أنهى قرار مجلس التعليم في العام التالي من قبل المحكمة العليا للولايات المتحدة القيود العرقية في الكلية. بين عامي 1939 و1953، كانت ولاية بيمبروك الكلية الوحيدة المدعومة من الدولة للهنود لمدة أربع سنوات في الولايات المتحدة.
في عام 1969 أصبحت الكلية جامعة ولاية بيمبروك، وهي جامعة إقليمية تم دمجها في نظام جامعة نورث كارولينا في عام 1972. تم تنفيذ أول برنامج لدرجة الماجستير في عام 1978. في 1 يوليو 1996، أصبحت جامعة ولاية بيمبروك جامعة نورث كارولينا في بيمبروك.
في 14 مارس 2012، بدأت الجامعة احتفالًا لمدة 14 شهرًا بالذكرى السنوية 125 لتأسيسها، لتختتم باحتفالات بدء ربيع 2013 في مايو 2013.

## حرم الجامعة
يقع حرم الجامعة شمال بيمبروك مباشرة خلف الطريق السريع 711. يقع الطريق السريع 74 على بعد دقائق فقط من الحرم الجامعي، وكذلك الطريق السريع 95. يعتبر مركز الحرم الجامعي هو مركز جامعة تشافيس (يشار إليه غالبًا باسم مركز الجامعة أو جامعة كاليفورنيا). يمكن للطلاب ممارسة لعبة البولينج ولعب البلياردو والألعاب ذات الصلة أو مجرد التسكع في الصالة. تقع قاعة الطعام في جامعة كاليفورنيا.
حديقة جامعة كاليفورنيا، وهي منطقة عشبية مفتوحة أمام جامعة كاليفورنيا، هي المكان الذي يلعب فيه الطلاب رياضات الهواة أو يقرؤون على المقاعد أو يستخدمون المنطقة لحرية التعبير. كلية رو، طريق لحركة مرور الجامعة، تقسم الحرم الجامعي بشكل أساسي إلى قسمين شرقي وغربي. يشمل الجانب الشرقي من الحرم الجامعي مكتبة ليفرمور، ومبنى أوكسيندين للعلوم، والمدينة القديمة، وقاعة ويلونز، من بين المباني الأخرى. يحتوي الحرم الجامعي على الجانب الغربي على مبنى إدارة الأعمال ومركز التعليم ومعظم مجتمعات صالات الإقامة.
الحرم الجامعي هو مكان لمركز جيفنز للفنون المسرحية، وهو مركز إقليمي للثقافة والفنون والترفيه. تستضيف الجامعة العديد من عروض برودواي، والأوركسترا، والعروض الموجهة للأطفال، وتستضيف أيضًا "سلسلة المتحدثين المتميزين"، بالتعاون مع رابطة ترفيه الحرم الجامعي، والتي جلبت شخصيات بارزة مثل كوري بوكر، وبيل ناي، وجودي سويتين، وباتش آدامز، غابي دوغلاس وهيل هاربر، من بين آخرين كثيرين.

## منظمة
تم استخدام لقب المدير أو المشرف قبل عام 1940. بعد عام 1940، عندما أصبحت الجامعة مؤسسة على مستوى الجامعات، تم استخدام لقب الرئيس. بعد أن أصبحت مؤسسة عضو في نظام جامعة نورث كارولينا، تم تغيير العنوان إلى المستشار.

### الرؤساء
- الدكتور أوه براون (1940-1942)
- الدكتور رالف دي ويلونز (1942-1956)
- الدكتور والتر جيل (1956-1962)
- الدكتور إنجليش إي جونز (1962-1972)

### المستشارون
- الدكتور إنجليش إي جونز (1972-1979)
- الدكتور بول آر جيفنز (1979-1989)
- الدكتور جوزيف ب. أوكسندين (1989-1999)
- الدكتور ألين سي ميدورز (1999-2009)[11][12]
- الدكتور تشارلز ر. جينكينز (2009-2010)
- الدكتور كايل كارتر (2010-2015)[13]
- الدكتور روبن ج. كامينغز (2015 إلى الوقت الحاضر)

#### أكاديميون

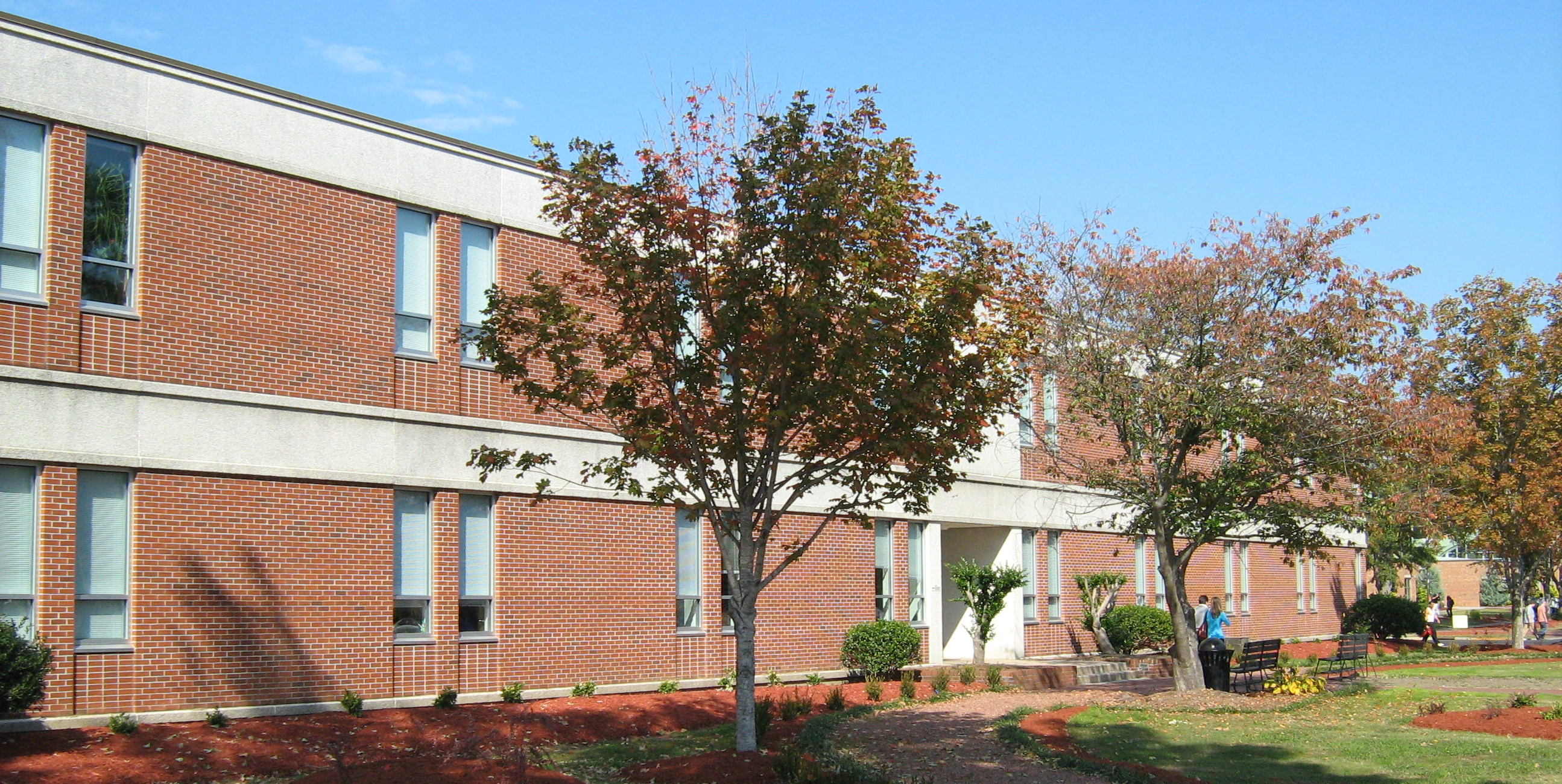
تقع كلية إدارة الأعمال في مبنى إدارة الأعمال

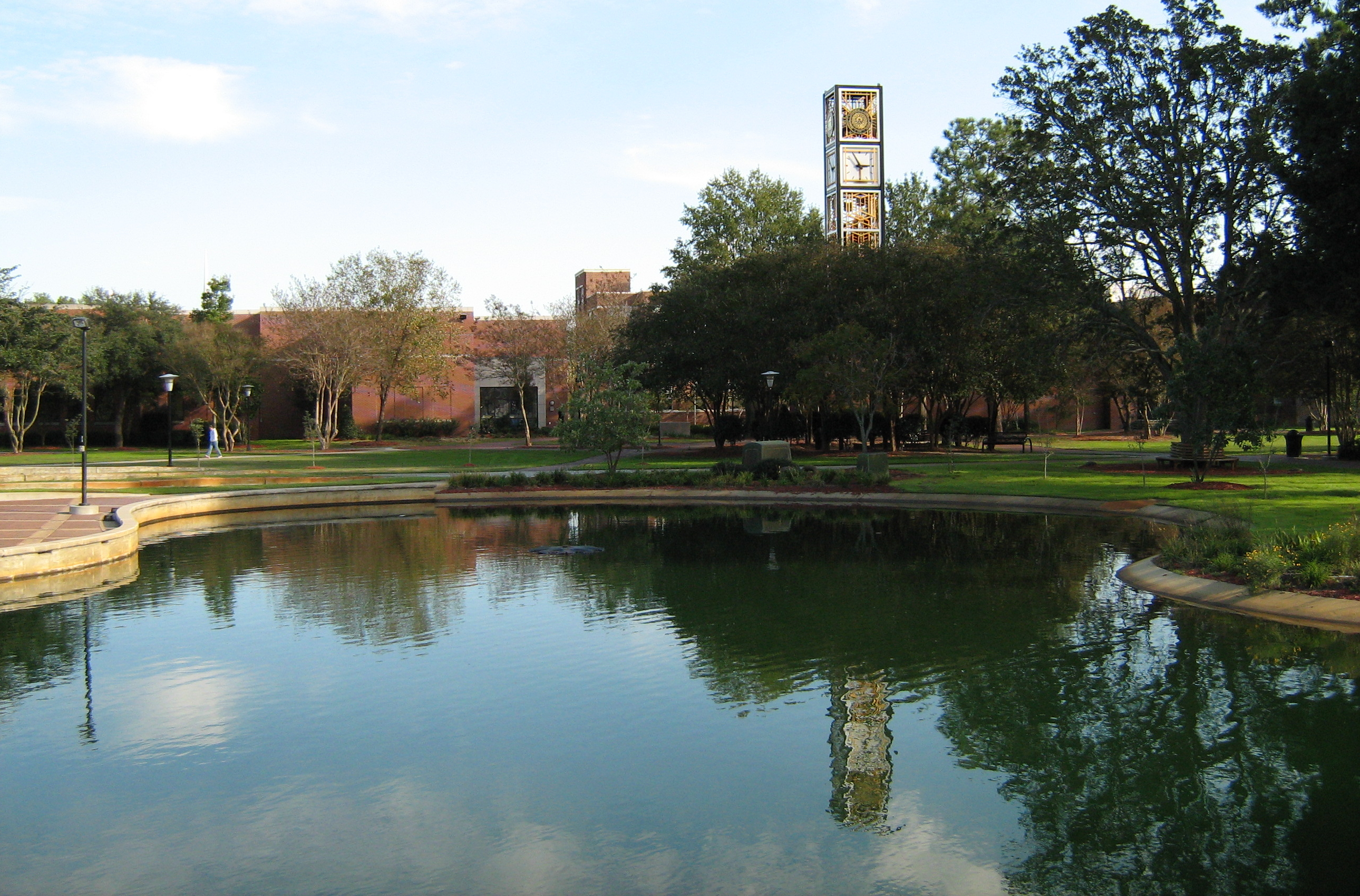
برج لوري بيل من ميزة المياه

تقدم الجامعة حاليًا مئات المسارات للتخرج والدرجات الجامعية ويتم تنظيمها في كلية الآداب والعلوم وكلية العلوم الصحية وكلية التمريض وكلية توماس للأعمال وكلية التربية والتعليم وكلية الدراسات العليا.
أقسام كلية الآداب والعلوم
- الدراسات الهندية الأمريكية
- الفن
- مادة الاحياء
- الكيمياء والفيزياء
- اللغة الإنجليزية والمسرح واللغات العالمية
- الجيولوجيا والجغرافيا
- التاريخ
- الاتصال الجماهيري
- الرياضيات وعلوم الحاسوب
- الموسيقى
- التمريض
- الفلسفة والدين
- العلوم السياسية والإدارة العامة
- علم النفس
- علم الاجتماع والعدالة الجنائية

أقسام كلية العلوم الصحية
- التمريض
- الخدمة الاجتماعية
- علم الحركة

أقسام كلية إدارة الأعمال
- المحاسبة والمالية
- علوم الاقتصاد واتخاذ القرار
- الإدارة والتسويق والأعمال الدولية

أقسام مدرسة التربية
- القيادة التربوية والتخصصات
- برنامج تعليم المعلمين
- تقديم المشورة

برامج كلية الدراسات العليا
- التربية الفنية
- إدارة الأعمال (ماجستير إدارة الأعمال المعجل عبر الإنترنت متاح)
- استشارات الصحة العقلية السريرية
- التعليم الإبتدائي
- تعليم إنجليزي
- رخصة اللغة الإنجليزية كلغة ثانية، الوظيفة الإضافية
- تمرين / إدارة الرياضة تركيز في التربية البدنية (ماجستير)
- تعليم الرياضيات
- تعليم الصفوف المتوسطة
- التمريض (MSN)
- التربية الصحية والبدنية
- الإدارة العامة (MPA)
- تعليم القراءة
- إدارة المدرسة (MSA)
- الإرشاد المدرسي المهني
- تعليم العلوم
- تعليم الدراسات الاجتماعية
- الخدمة الاجتماعية
- التعليم الخاص
- ماجستير الآداب في التدريس (MAT)

## الطلاب وأعضاء هيئة التدريس
تقدم الجامعة أحجام الفصول الصغيرة؛ نسبة الطلاب إلى أعضاء هيئة التدريس هي 18: 1، ومتوسط الصفوف 20 طالبًا. بالإضافة إلى ذلك، يتم تدريس الفصول حصريًا من قبل الأساتذة أو المدرسين أو أعضاء هيئة التدريس الآخرين. لا توجد فصول في الحرم الجامعي يتم تدريسها من قبل مساعدي الخريجين. يبلغ عدد الطلاب المسجلين في المدرسة 8319 طالبًا؛ من بين هؤلاء، هناك 6،318 طالبًا جامعيًا و2،001 طالب دراسات عليا. يمثل التسجيل في خريف 2021 السنة الرابعة على التوالي التي تشهد نموًا قياسيًا في الالتحاق.

### الترتيب
في طبعة 2022 "لتصنيف أفضل الكليات الأمريكية"، تم تصنيف الجامعة في الجامعات الإقليمية - الفئة الجنوبية 65، والمرتبة 30 في "أفضل المدارس العامة"، والمرتبة 18 في "أفضل أداء في مجال التنقل الاجتماعي"، وترتبط بالحرم الجامعي الأكثر تنوعًا عرقيًا في الجنوب.

## خريجون متميزون
- براد ألين، مسؤول الرابطة الوطنية لكرة القدم.
- ديريك برونسون، مصارع أمريكي من الدرجة الثانية.[17]
- جيري ب. لانير، سفير الولايات المتحدة السابق في السودان ودبلوماسي محترف مع وزارة الخارجية الأمريكية.
- جوليان بيرس، ناشط في الحقوق المدنية.
- كلفن سامبسون، مدرب كرة السلة الرئيسي لفريق هيوستن كوجارز، مساعد مدرب سابق في الدوري الاميركي للمحترفين لميلووكي باكس، ولاية واشنطن السابقة، جامعة أوكلاهوما، والمدرب الرئيسي لجامعة إنديانا.

## الصور

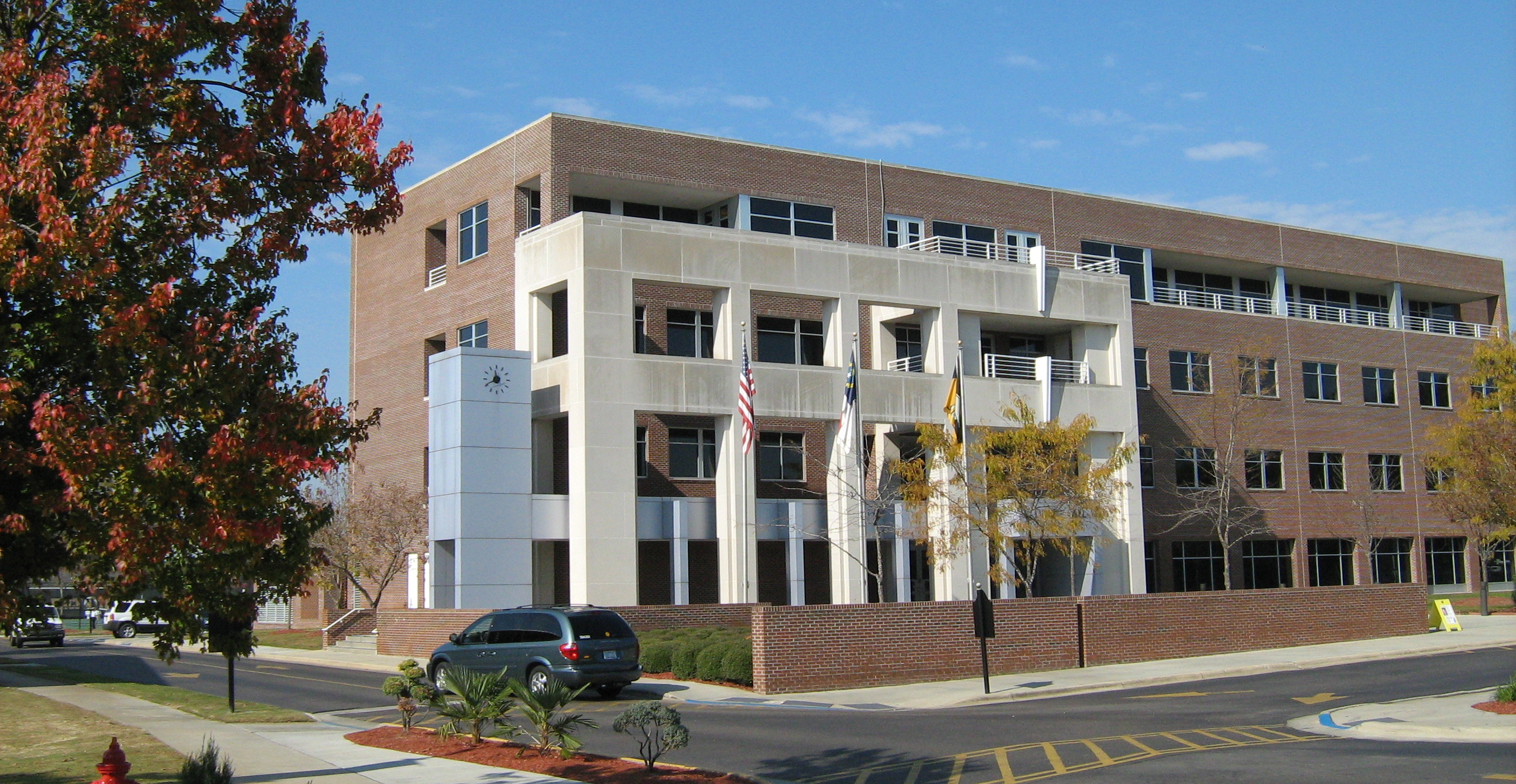
قاعة لومبي، المبنى الإداري الرئيسي
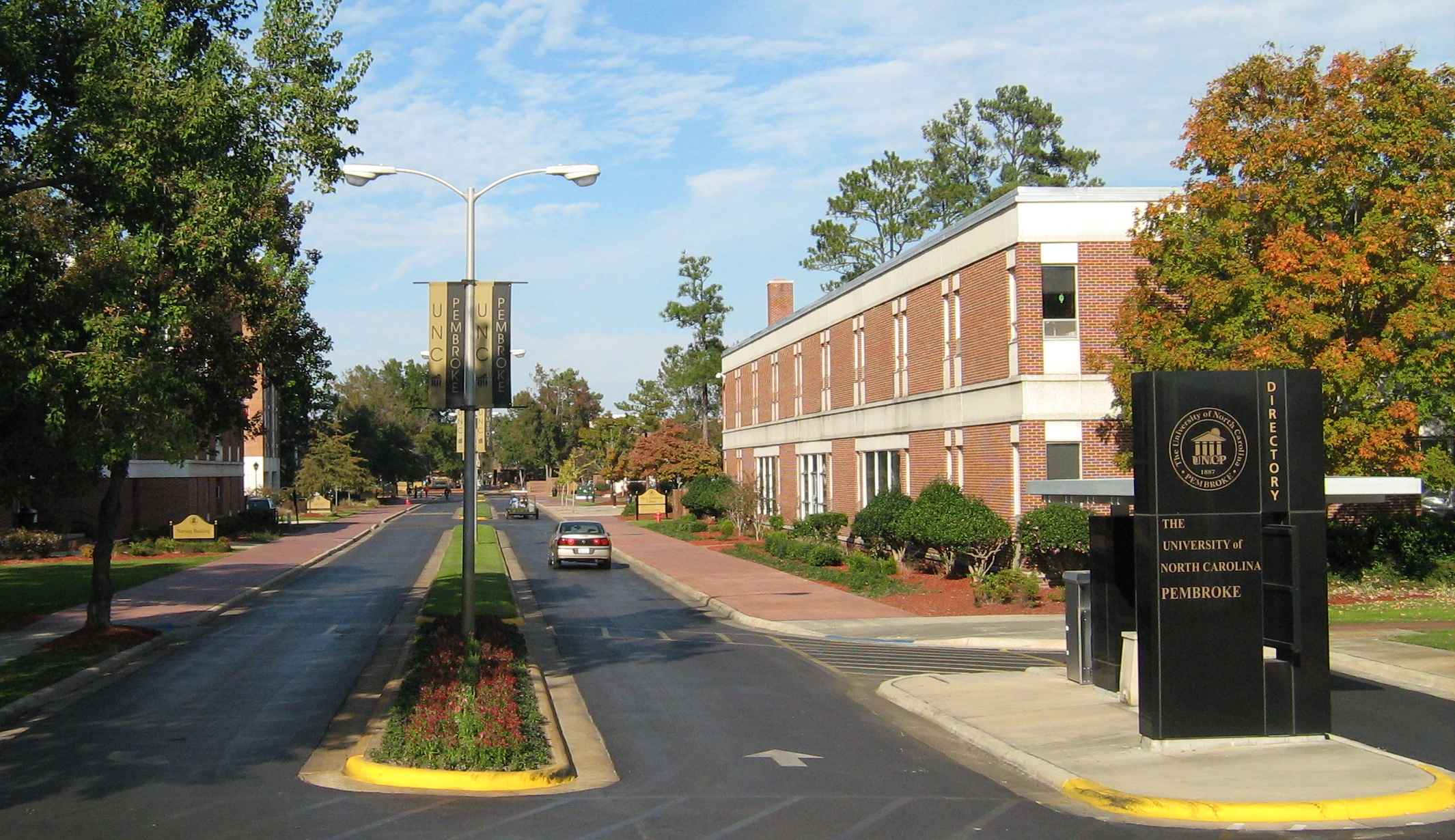
صف الكلية - مكتبة على اليمين
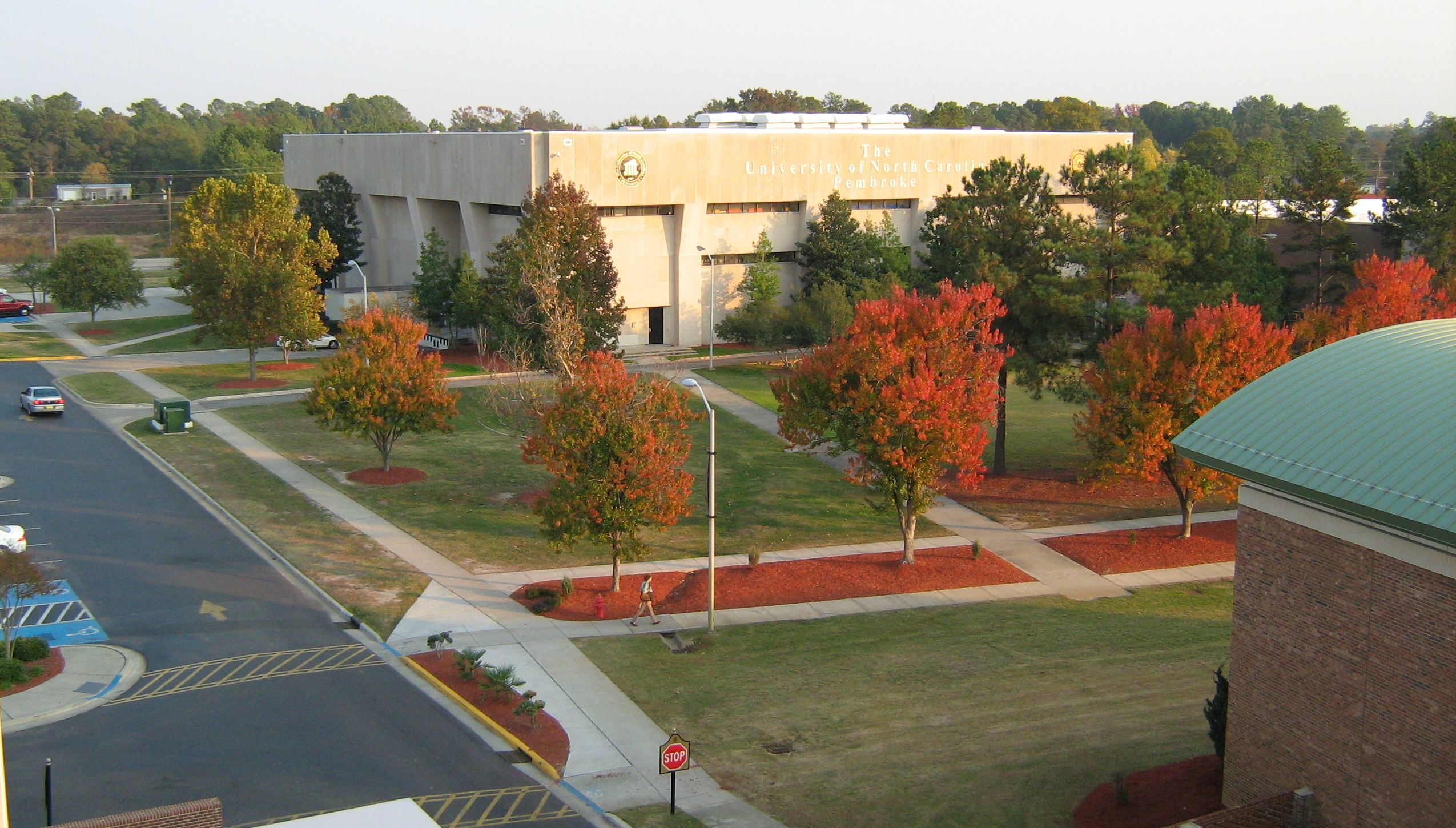
مركز جيفنز للفنون المسرحية

## روابط خارجية
- الموقع الرسمي
- موقع UNCP لألعاب القوى